# Plummer, Minnesota
Plummer là một thành phố thuộc quận Red Lake, tiểu bang Minnesota, Hoa Kỳ. Năm 2010, dân số của thành phố này là 292 người.

## Dân số
- Dân số năm 2000: 270 người.
- Dân số năm 2010: 292 người.